# Kurşunlu, Aksu
Kurşunlu là một xã thuộc huyện Aksu, tỉnh Antalya, Thổ Nhĩ Kỳ. Dân số thời điểm năm 2011 là 1.767 người.